# 名古屋宿

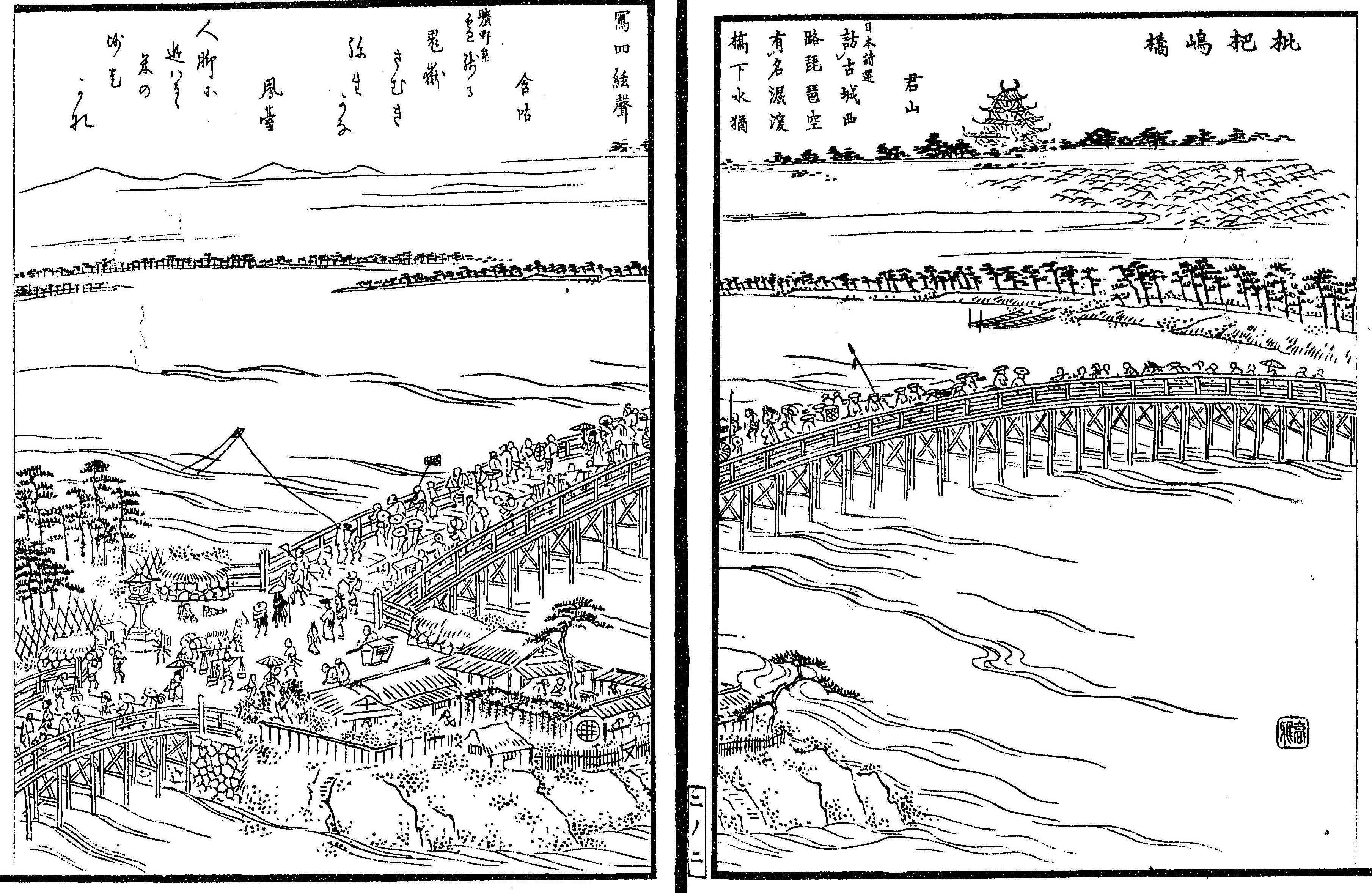
枇杷島橋「尾張名所図会」

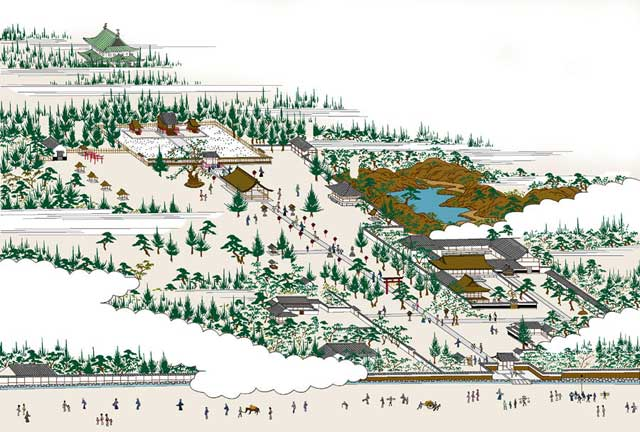
名古屋城下にある亀尾天王社（那古野神社）

名古屋宿（なごやじゅく）は、美濃路の宿場である。現在の愛知県名古屋市中区にあった。

## 概要
尾張藩の城下町で、慶長18年（1613年）に宿駅となって、伝馬会所や御触書を掲げる高札場も置かれたが、本陣や脇本陣はなかった。また寛文5年（1665年）には飛脚会所も置かれている。美濃路の他に、名古屋城下の札の辻から東片端・小牧・善師野・土田宿・太田の渡しなどを経て中山道伏見宿へと至る上街道（木曽街道）や、勝川・内津・土岐・釜戸などを経て中山道槙ヶ根追分へと至る下街道など、交通の要衝でもあった。
現在では、官庁街やビル街となっており、往時の様相は残されていない。

## 最寄り駅
- 名古屋市営地下鉄東山線・鶴舞線 伏見駅

## 史跡・みどころ

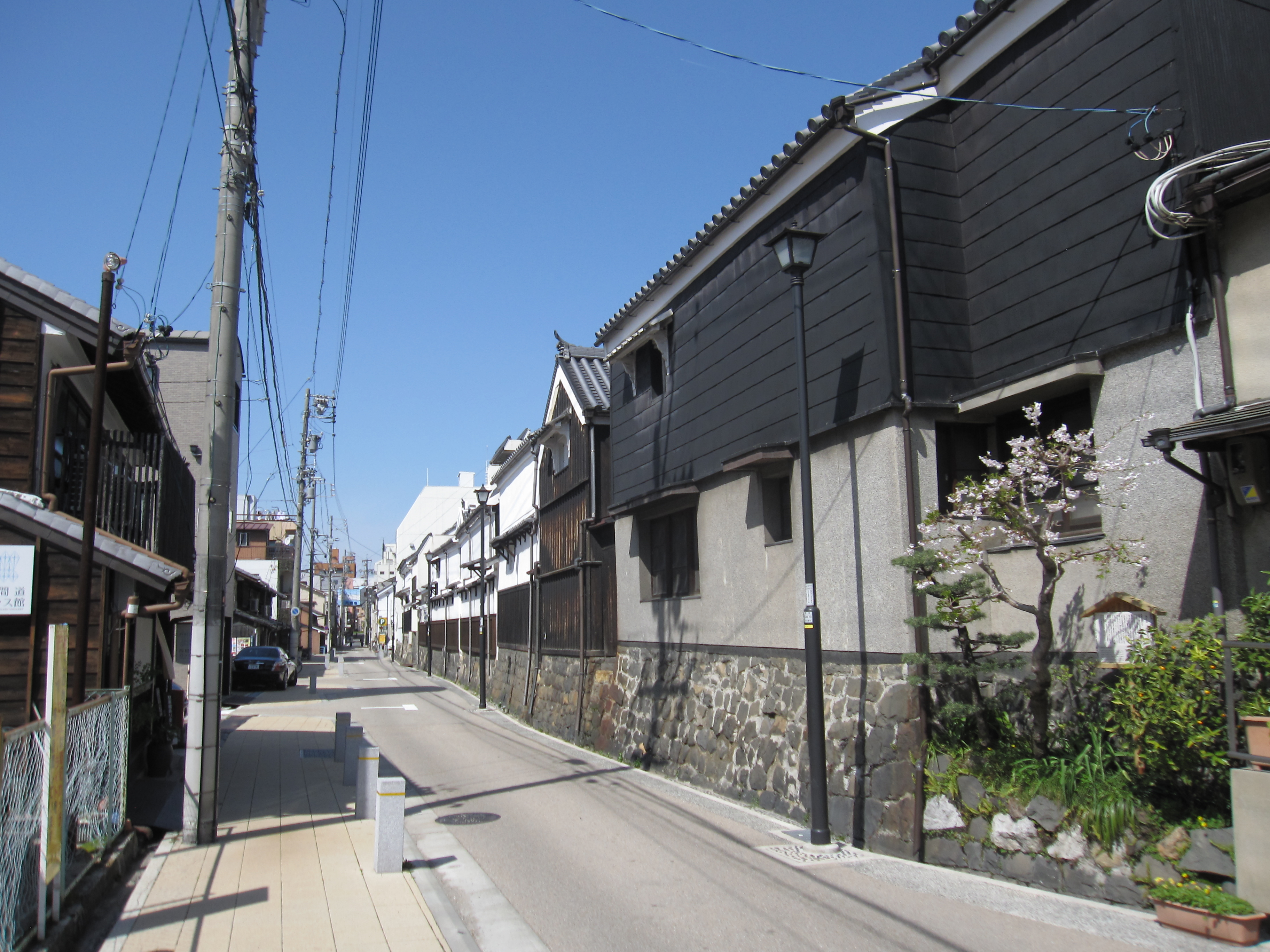
四間道

### 名古屋宿の史跡・みどころ
- 伝馬会所
- 札の辻
- 記念碑
- 桜天神社
- 那古野神社
- 御園座

### 清須宿までの史跡・みどころ
名古屋市内
- 四間道
堀川沿いを北に進む美濃路の1本西側の道で、古い町並みが残る。
- 五条橋
「清洲越し」で清須から移転。堀川にかかる。
- 屋根神
- 樽屋町の大城戸跡
- 白山神社
織田信長が桶狭間の戦いの折に戦勝祈願をしている。
- 尾州殿茶屋跡
- 清音寺
- 枇杷島橋
かつては中島をはさんで2つの橋があり「尾張名所図会」によれば「国中第一の大橋」で、観光名所でもあった。

清須市内
- 美濃路道標
- 問屋記念館（旧山田九左衛門家住居）
江戸時代の問屋の形態を残す町家で、美濃路沿いに移築・保存された。入館無料。
- 新川開削本陣跡
- 須ヶ口一里塚跡

## ゆかりの人々
- 野口道直 - 枇杷島橋の橋守役を勤める。「尾張名所図会」の編集に力をつくした。

## 隣の宿
美濃路
宮宿 - 名古屋宿 - 清須宿